# Pur
Pur és un llogaret del Rajasthan al districte de Bhilwara, conegut com a centre de pelegrinatge.
En aquest lloc hi ha alguns monuments antics destacats: la Udan Chatri (Tomba d'Udan), el Adhar Shila (altar d'Adhar) i el Patola Mahadev (una gran estàtua). La corporació municipal de Bhilwara està desenvolupant també el temple de Gata Rani com a atractiu turístic.